# Henry (Mondkrater)
Henry ist ein Einschlagkrater am westlichen Rand der Mondvorderseite, westlich des Mare Humorum, südöstlich des Kraters Henry Frères und nordwestlich von Cavendish.
Der Krater ist mäßig erodiert mit weitgehend ebenem Boden.
| Buchstabe | Position           | Durchmesser | Link |
| --------- | ------------------ | ----------- | ---- |
| A         | 24,42° S, 57,18° W | 8 km        |      |
| B         | 24,28° S, 56,42° W | 5 km        |      |
| D         | 24,88° S, 59,22° W | 7 km        |      |

Der Krater wurde 1970 von der IAU nach dem amerikanischen Physiker Joseph Henry offiziell benannt.